# Micol Barsanti
Micol Barsanti (Gênova 2 de julho de 1983) é uma cantora italiana.
Sempre havia música tocando em sua casa e ela cresceu escutando as canções de Vasco, Pino Daniele, Antonello Venditti, Lucio Dalla e outros grandes cantores italianos do período de ouro. Aos 3 anos de idade, seus pais a levaram no show de Claudio Baglioni. No final dos anos 80, mudou-se com sua família para a terra natal do pai, uma pequena vila da Garfagnana na província de Lucca. Em 1993 começou a acreditar que a música era o seu dom, iniciou os estudos com guitarra e passou a escutar todas as músicas que podia. No seu horizonte musical entraram: Led Zeppelin, Cat Stevens, Suzanne Vega, Sade, Nada, Ivano Fossati, Bennato, Lorenzo, Britti, Laura Pausini, entre outros.
Lançou, no primeiro semestre de 2007, seus dois álbuns de estréia: Entra nel Cuore (Entra no Coração) e La Chiave del Sole (A Chave do Sol).
A música é sua paixão. Admira canções que se podem cantar e recordar, aquelas que se tornam companheiras de viagem, aquelas que se escutam no rádio. Micol è uma bela surpresa da música italiana.